# David J. Gross
Pour les articles homonymes, voir Gross.
David Jonathan Gross, né le 19 février 1941 à Washington, est un physicien américain travaillant, en 2010, principalement en théorie des cordes. Il a partagé en 2004 le prix Nobel de physique avec ses deux anciens étudiants Frank Wilczek et David Politzer pour leur découverte commune de la liberté asymptotique dans la chromodynamique quantique, théorie qu'ils ont également introduite. 
Il est également coinventeur de la théorie des cordes hétérotique en compagnie de Jeffrey Harvey, Emil Martinec et Ryan Rohm.

## Biographie
Né dans une famille d'immigrants juifs, Gross reçoit son baccalauréat universitaire et le master à l'université hébraïque de Jérusalem, Israël, en 1962. Il reçoit ensuite son doctorat en physique à l'université de Californie, Berkeley en 1966 sous la direction de Geoffrey Chew, puis il devient professeur à l'université de Princeton, poste qu'il a occupé jusqu'en 1997.
En 1973, Gross, avec son premier étudiant, Frank Wilczek, à l'université de Princeton, a découvert la liberté asymptotique pour expliquer le confinement de quarks. Elle a été découverte indépendamment par David Politzer. Les trois sont co-lauréats du prestigieux prix Sakurai en 1986, puis du prix Nobel de physique de 2004 « pour leur découverte de la liberté asymptotique dans la théorie de l'interaction forte ».
Gross, avec Jeff Harvey, Emil Martinec et Ryan Rohm, a aussi créé la théorie des cordes hétérotique.

## Distinctions et récompenses
- Prix Sakurai (1986)
- Prix Dirac (1988)
- Prix Nobel de physique (2004)